# Општина Пиетрошани (Телеорман)
Пиетрошани (рум. Pietroşani) општина је у Румунији у округу Телеорман.
Oпштина се налази на надморској висини од 25 m.